# Preakness Stakes

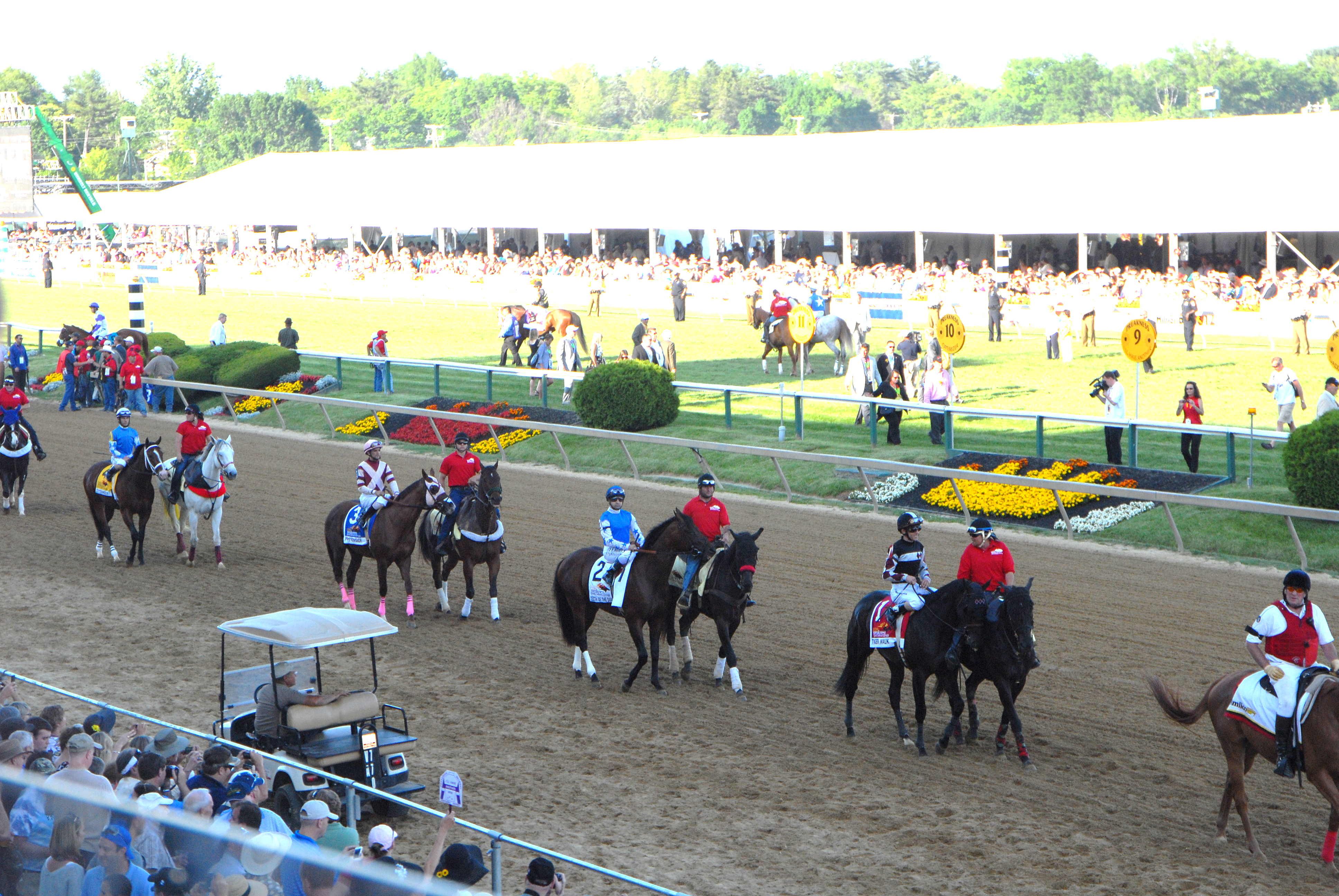
Desfile de competidores.

Preakness Stakes es una carrera de caballos purasangre del grupo I y es la segunda carrera de la Triple Corona de la hípica de los Estados Unidos. Se corre en el hipódromo de Pimlico en la ciudad de Baltimore, Maryland, el tercer sábado del mes de mayo desde el año 1873. La distancia desde 1925 al presente es de 1-3/16 millas (1.91 km). La bolsa de premios es de 1,5 millones de dólares. El récord actual lo impuso el ganador de la triple corona de 1973 Secretariat con un tiempo de 1:53

## Ganadores
| Año  | Caballo             | Jinete             | Preparador             | Propietario | Tiempo   |
| ---- | ------------------- | ------------------ | ---------------------- | --- | -------- |
| 2025 | Journalism          | Umberto Rispoli    | Michael W. McCarthy    | Bridlewood Farm, Don Alberto Stable, Eclipse Thoroughbred Partners, Elayne Stables 5, Robert V. LaPenta, Derrick Smith, Mrs. John Magnier and Michael Tabor              | 1:55.47  |
| 2024 | Seize the Grey      | Jaime A. Torres    | D. Wayne Lukas         | MyRacehorse | 1:56.82  |
| 2023 | National Treasure   | John Velázquez     | Robert A. Baffert      | SF Racing LLC, Starlight Racing, Madaket Stables LLC, Masterson, Robert E., Stonestreet Stables LLC, Schoenfarber, Jay A., Waves Edge Capital LLC and Donovan, Catherine | 1:55.12  |
| 2022 | Early Voting        | Jose Ortiz         | Chad Brown             | Klaravich Stables Inc | 1:54.54  |
| 2021 | Rombauer            | Flavien Prat       | Michael McCarthy       | John and Fradkin & Diane Fradkin | 1:53.62  |
| 2020 | Swiss Skydiver      | Robby Albarado     | Kenneth McPeek         | WinStar Farm LLC | 1:53.28  |
| 2019 | War of Will         | Tyler Gaffalione   | Mark E. Casse          | Gary Barber | 1:54.34  |
| 2018 | Justify             | Mike Smith         | Robert A. Baffert      | WinStar Farm LLC, China Horse Club and SF Racing LLC | 1:55.931 |
| 2017 | Clound Computing    | Javier Castellano  | Chad C. Brown          | Klaravich Stables Inc. and William H. Lawrence | 1:55:98  |
| 2016 | Exaggerator         | Kent Desormeaux    | Keith Desormeaux       | Big Chief Racing LLC Head of Plains | 1:58:31  |
| 2015 | American Pharaoah†  | Víctor Espinoza    | Bob Baffert            | Ahmed Zayat & Zayat Stables | 1:58:46  |
| 2014 | California Chrome   | Víctor Espinoza    | Art Sherman            | Perry Martin & Steve Coburn | 1:54:84  |
| 2013 | Oxbow               | Gary Stevens       | D. Wayne Lukas         | Calumet Farm | 1:57:54  |
| 2012 | I'll Have Another   | Mario Gutiérrez    | Doug O'Neill           | J. Paul Reddam | 1:57:54  |
| 2010 | Lookin at Lucky     | Martin García      | Bob Baffert            | Michael E. Pegram | 1:55.47  |
| 2009 | Rachel Alexandra    | Calvin Borel       | Steve Asmussen         | Stonestreet Stables/H. T. McCormick | 2:01.24  |
| 2008 | Big Brown           | Kent Desormeaux    | Richard E. Dutrow, Jr. | IEAH Stables & P. Pompa, Jr. | 1:54.86  |
| 2007 | Curlin              | Robby Albarado     | Steve Asmussen         | Midnight Cry Stables | 1:53.46  |
| 2006 | Bernardini          | Javier Castellano  | Thomas Albertrani      | Darley Stable | 1:54.65  |
| 2005 | Afleet Alex         | Jeremy Rose        | Tim Ritchey            | Cash is King Stable | 1:55.04  |
| 2004 | Smarty Jones        | Stewart Elliott    | John Servis            | Someday Farm | 1:55.59  |
| 2003 | Funny Cide          | José Santos        | Barclay Tagg           | Sackatoga Stable | 1:55.61  |
| 2002 | War Emblem          | Víctor Espinoza    | Bob Baffert            | The Thoroughbred Corp. | 1:56.40  |
| 2001 | Point Given         | Gary Stevens       | Bob Baffert            | The Thoroughbred Corp. | 1:55.40  |
| 2000 | Red Bullet          | Jerry Bailey       | Joe Orseno             | Stronach Stables | 1:56.00  |
| 1999 | Charismatic         | Chris Antley       | D. Wayne Lukas         | R. & B. Lewis | 1:55.20  |
| 1998 | Real Quiet          | Kent Desormeaux    | Bob Baffert            | Mike Pegram | 1:54.80  |
| 1997 | Silver Charm        | Gary Stevens       | Bob Baffert            | R. & B. Lewis | 1:54.40  |
| 1996 | Louis Quatorze      | Pat Day            | Nick Zito              | C-C-H Partners | 1:53.40  |
| 1995 | Timber Country      | Pat Day            | D. Wayne Lukas†        | Beck- Lewis-Young | 1:54.40  |
| 1994 | Tabasco Cat         | Pat Day            | D. Wayne Lukas         | D. Reynolds & Overbrook | 1:56.40  |
| 1993 | Prairie Bayou       | Mike E. Smith      | Tom Bohannan           | Loblolly Stable | 1:56.60  |
| 1992 | Pine Bluff          | Chris McCarron     | Tom Bohannan           | Loblolly Stable | 1:55.60  |
| 1991 | Hansel              | Jerry Bailey       | Frank Brothers         | Lazy Lane Farms | 1:54.00  |
| 1990 | Summer Squall       | Pat Day            | Neil Howard            | Dogwood Stable | 1:53.60  |
| 1989 | Sunday Silence      | Pat Valenzuela     | Charlie Whittingham    | H-G-W Partners | 1:53.80  |
| 1988 | Risen Star          | Eddie Delahoussaye | Louie Roussel III      | Roussel & R. Lamarque | 1:56.20  |
| 1987 | Alysheba            | Chris McCarron     | Jack Van Berg          | D. & P. Scharbauer | 1:55.80  |
| 1986 | Snow Chief          | Alex Solís         | Melvin Stute           | Grinstead & Rochelle | 1:54.80  |
| 1985 | Tank's Prospect     | Pat Day            | D. Wayne Lukas         | Eugene V. Klein | 1:53.40  |
| 1984 | Gate Dancer         | Angel Cordero Jr.  | Jack Van Berg          | Kenneth Opstein | 1:53.60  |
| 1983 | Deputed Testamony   | Donald Miller Jr.  | Bill Boniface          | Francis P. Sears | 1:55.40  |
| 1982 | Aloma's Ruler       | Jack Kaenel        | John Lenzini Jr.       | Nathan Scherr | 1:55.40  |
| 1981 | Pleasant Colony     | Jorge Velasquez    | John Campo             | Buckland Farm | 1:54.60  |
| 1980 | Codex               | Angel Cordero Jr.  | D. Wayne Lukas         | Tartan Stable | 1:54.20  |
| 1979 | Spectacular Bid     | Ron Franklin       | Bud Delp               | Hawksworth Farm | 1:54.20  |
| 1978 | Affirmed †          | Steve Cauthen      | Laz Barrera            | Harbor View Farm | 1:54.40  |
| 1977 | Seattle Slew †      | Jean Cruguet       | Billy Turner           | Karen L. Taylor | 1:54.40  |
| 1976 | Elocutionist        | John Lively        | Paul Adwell            | Eugene C. Cashman | 1:55.00  |
| 1975 | Master Derby        | Darrel McHargue    | Smiley Adams           | Golden Chance Farm | 1:56.40  |
| 1974 | Little Current      | Miguel Rivera      | Lou Rondinello         | Darby Dan Farm | 1:54.60  |
| 1973 | Secretariat †       | Ron Turcotte       | Lucien Laurin          | Meadow Stable | 1:53.00  |
| 1972 | Bee Bee Bee         | Eldon Nelson       | Red Carroll            | William S. Farish III | 1:55.60  |
| 1971 | Canonero II         | Gustavo Ávila      | Juan Arias             | Edgar Caibett | 1:54.00  |
| 1970 | Personality         | Eddie Belmonte     | John Jacobs            | Ethel D. Jacobs | 1:56.20  |
| 1969 | Majestic Prince     | Bill Hartack       | Johnny Longden         | Frank McMahon | 1:55.60  |
| 1968 | Forward Pass        | Ismael Valenzuela  | Henry Forrest          | Calumet Farm | 1:56.80  |
| 1967 | Damascus            | Bill Shoemaker     | Frank Whiteley         | Edith W. Bancroft | 1:55.20  |
| 1966 | Kauai King          | Don Brumfield      | Henry Forrest          | Ford Stable | 1:55.40  |
| 1965 | Tom Rolfe           | Ron Turcotte       | Frank Whiteley, Jr.    | Powhatan Stable | 1:56.20  |
| 1964 | Northern Dancer     | Bill Hartack       | Horatio Luro           | Windfields Farm | 1:56.80  |
| 1963 | Candy Spots         | Bill Shoemaker     | Mesh Tenney            | Rex C. Ellsworth | 1:56.20  |
| 1962 | Greek Money         | John Rotz          | V. W. Raines           | Brandywine Stable | 1:56.20  |
| 1961 | Carry Back          | Johnny Sellers     | Jack A. Price          | Katherine Price | 1:57.60  |
| 1960 | Bally Ache          | Bobby Ussery       | Jimmy Pitt             | Turfland | 1:57.60  |
| 1959 | Royal Orbit         | William Harmatz    | Reggie Cornell         | Jacques Braunstein | 1:57.00  |
| 1958 | Tim Tam             | Ismael Valenzuela  | Horace A. Jones        | Calumet Farm | 1:57.20  |
| 1957 | Bold Ruler          | Eddie Arcaro       | Jim Fitzsimmons        | Wheatley Stable | 1:56.20  |
| 1956 | Fabius              | Bill Hartack       | Horace A. Jones        | Calumet Farm | 1:58.40  |
| 1955 | Nashua              | Eddie Arcaro       | Jim Fitzsimmons        | Belair Stud | 1:54.60  |
| 1954 | Hasty Road          | Johnny Adams       | Harry Trotsek          | Hasty House Farm | 1:57.40  |
| 1953 | Native Dancer       | Eric Guerin        | Bill Winfrey           | Alfred G. Vanderbilt II | 1:57.80  |
| 1952 | Blue Man            | Conn McCreary      | Woody Stephens         | White Oak Stable | 1:57.40  |
| 1951 | Bold                | Eddie Arcaro       | Preston Burch          | Brookmeade Stable | 1:56.40  |
| 1950 | Hill Prince         | Eddie Arcaro       | Casey Hayes            | Christopher Chenery | 1:59.20  |
| 1949 | Capot               | Ted Atkinson       | John M. Gaver, Sr.     | Greentree Stable | 1:56.00  |
| 1948 | Citation †          | Eddie Arcaro       | Horace A. Jones        | Calumet Farm | 2:02.40  |
| 1947 | Faultless           | Doug Dodson        | Horace A. Jones        | Calumet Farm | 1:59     |
| 1946 | Assault †           | Warren Mehrtens    | Max Hirsch             | King Ranch | 2:01.40  |
| 1945 | Polynesian          | W. D. Wright       | Morris Dixon           | Gertrude T. Widener | 1:58.80  |
| 1944 | Pensive             | Conn McCreary      | Ben A. Jones           | Calumet Farm | 1:59.20  |
| 1943 | Count Fleet †       | Johnny Longden     | Don Cameron            | Fannie Hertz | 1:57.40  |
| 1942 | Alsab               | Basil James        | Sarge Swenke           | Mrs. Albert Sabath | 1:57.00  |
| 1941 | Whirlaway †         | Eddie Arcaro       | Ben A. Jones           | Calumet Farm | 1:58.80  |
| 1940 | Bimelech            | Fred A. Smith      | Bill Hurley            | Edward R. Bradley | 1:58.60  |
| 1939 | Challedon           | George Seabo       | Louis J. Schaefer      | William L. Brann | 1:59.80  |
| 1938 | Dauber              | Maurice Peters     | Dick Handlen           | Foxcatcher Farms | 1:59.80  |
| 1937 | War Admiral †       | Charley Kurtsinger | George Conway          | Glen Riddle Farm | 1:58.40  |
| 1936 | Bold Venture        | George Woolf       | Max Hirsch             | Morton L. Schwartz | 1:59.00  |
| 1935 | Omaha †             | Willie Saunders    | Jim Fitzsimmons        | Belair Stud | 1:58.40  |
| 1934 | High Quest          | Robert Jones       | Bob Smith              | Brookmeade Stable | 1:58.20  |
| 1933 | Head Play           | Charley Kurtsinger | Thomas Hayes           | Mrs. Silas B. Mason | 2:02.00  |
| 1932 | Burgoo King         | Eugene James       | Herbert J. Thompson    | Edward R. Bradley | 1:59.80  |
| 1931 | Mate                | George Ellis       | James W. Healy         | Albert C. Bostwick | 1:59.00  |
| 1930 | Gallant Fox †       | Earl Sande         | Jim Fitzsimmons        | Belair Stud | 2:00.60  |
| 1929 | Dr. Freeland        | Louis Schaefer     | Thomas J. Healey       | Walter J. Salmon | 2:01.60  |
| 1928 | Victorian           | Sonny Workman      | James G. Rowe, Jr.     | Harry P. Whitney | 2:00.20  |
| 1927 | Bostonian           | Whitey Abel        | Fred Hopkins           | Harry P. Whitney | 2:01.60  |
| 1926 | Display             | John Maiben        | Thomas J. Healey       | Walter J. Salmon | 1:59.80  |
| 1925 | Coventry            | Clarence Kummer    | William Duke           | G. A. Cochran | 1:59.00  |
| 1924 | Nellie Morse        | John Merimee       | A. B. Gordon           | Bud Fisher | 1:57.20  |
| 1923 | Vigil               | Benny Marinelli    | Thomas J. Healey       | Walter J. Salmon | 1:53.60  |
| 1922 | Pillory             | L. Morris          | Thomas J. Healey       | R. T. Wilson, Jr. | 1:51.60  |
| 1921 | Broomspun           | Frank Coltiletti   | James G. Rowe, Sr.     | Harry P. Whitney | 1:54.20  |
| 1920 | Man O' War          | Clarence Kummer    | Louis Feustel          | Glen Riddle Farm | 1:51.60  |
| 1919 | Sir Barton †        | Johnny Loftus      | H. Guy Bedwell         | J. K. L. Ross | 1:53.00  |
| 1918 | Jack Hare Jr.       | Charles Peak       | F. D. Weir             | W. E. Applegate | 1:53.40  |
| 1918 | War Cloud           | Johnny Loftus      | W. B. Jennings         | Abraham K. Macomber | 1:53.60  |
| 1917 | Kalitan             | E. Haynes          | Bill Hurley            | Edward R. Bradley | 1:54.40  |
| 1916 | Damrosch            | Linus McAtee       | A. G. Weston           | J. K. L. Ross | 1:54.80  |
| 1915 | Rhine Maiden        | Douglas Hoffman    | F. Devers              | E. F. Whitney | 1:58.00  |
| 1914 | Holiday             | Andy Schuttinger   | J. S. Healy            | Mrs. A. Barklie | 1:53.80  |
| 1913 | Buskin              | James Butwell      | John Whalen            | John Whalen | 1:53.40  |
| 1912 | Colonel Holloway    | Clarence Turner    | D. Woodford            | Beverwyck Stable | 1:56.60  |
| 1911 | Watervale           | Eddie Dugan        | John Whalen            | August Belmont, Jr. | 1:51.00  |
| 1910 | Layminster          | Roy Estep          | J. S. Healy            | Capt. E. B. Cassatt | 1:40.60  |
| 1909 | Effendi             | Willie Doyle       | F. C. Frisbie          | W. T. Ryan | 1:39.80  |
| 1908 | Royal Tourist       | Eddie Dugan        | Andrew J. Joyner       | Harry P. Whitney | 1:46.40  |
| 1907 | Don Enrique         | G. Mountain        | John Whalen            | August Belmont, Jr. | 1:45.40  |
| 1906 | Whimsical           | Walter Miller      | T. J. Gaynor           | T. J. Gaynor | 1:45.00  |
| 1905 | Cairngorm           | W. Davis           | Andrew J. Joyner       | Sydney Paget | 1:45.80  |
| 1904 | Bryn Mawr           | E. Hildebrand      | W. F. Presgrave        | Goughacres Stable | 1:44.20  |
| 1903 | Flocarline          | W. Gannon          | H. C. Riddle           | M. H. Ticenor | 1:44.80  |
| 1902 | Old England         | L. Jackson         | G. B. Morris           | G. B. Morris | 1:45.80  |
| 1901 | The Parader         | F. Landry          | Thomas J. Healey       | R. T. Wilson, Jr. | 1:47.20  |
| 1900 | Hindus              | H. Spencer         | J. H. Morris           | George J. Long | 1:48.40  |
| 1899 | Half Time           | R. Clawson         | Frank McCabe           | P. J. Dwyer | 1:47.00  |
| 1898 | Sly Fox             | Willie Simms       | Hardy Campbell         | C. F. Dwyer | 1:49.75  |
| 1897 | Paul Kauvar         | T. Thorpe          | T. P. Hayes            | T. P. Hayes | 1:51.25  |
| 1896 | Margrave            | Henry Griffin      | Byron McClelland       | August Belmont, Jr. | 1:51.00  |
| 1895 | Belmar              | Fred Taral         | E. Feakes              | Preakness Stable | 1:50.50  |
| 1894 | Assignee            | Fred Taral         | W. Lakeland            | James & Foxhall Keene | 1:49.25  |
| 1890 | Montague            | W. Martin          | E. Feakes              | Robert W. Walden | 2:36.75  |
| 1889 | Buddhist            | George B. Anderson | J. Rogers              | Sam S. Brown | 2:17.50  |
| 1888 | Refund              | Fred Littlefield   | Robert W. Walden       | Robert W. Walden | 2:49.00  |
| 1887 | Dunboyne            | William Donohue    | W. Jennings            | W. Jennings | 2:39.50  |
| 1886 | The Bard            | S. Fisher          | J. Huggins             | A. J. Cassatt | 2:45.00  |
| 1885 | Tecumseh            | Jim McLaughlin     | Charles Littlefield    | Charles Littlefield | 2:49.00  |
| 1884 | Knight of Ellerslie | S. Fisher          | T. B. Doswell          | Major T. W. Doswell | 2:39.50  |
| 1883 | Jacobus             | George Barbee      | R. Dwyer               | J. E. Kelly | 2:42.50  |
| 1882 | Vanguard            | T. Costello        | Robert W. Walden       | George L. Lorillard | 2:44.50  |
| 1881 | Saunterer           | T. Costello        | Robert W. Walden       | George L. Lorillard | 2:40.50  |
| 1880 | Grenada             | Lloyd Hughes       | Robert W. Walden       | George L. Lorillard | 2:40.50  |
| 1879 | Harold              | Lloyd Hughes       | Robert W. Walden       | George L. Lorillard | 2:40.50  |
| 1878 | Duke of Magenta     | C. Holloway        | Robert W. Walden       | George L. Lorillard | 2:41.75  |
| 1877 | Cloverbrook         | C. Holloway        | Jeter Walden           | E. A. Clabaugh | 2:45.50  |
| 1876 | Shirley             | George Barbee      | W. Brown               | Pierre Lorillard IV | 2:44.75  |
| 1875 | Tom Ochiltree       | Lloyd Hughes       | Robert W. Walden       | John F. Chamberlain | 2:43.50  |
| 1874 | Culpepper           | William Donohue    | H. Gaffney             | H. Gaffney | 2:56.50  |
| 1873 | Survivor            | George Barbee      | A. D. Pryor            | John F. Chamberlain | 2:43.00  |

Los que están marcados con una † son los ganadores de la Triple Corona.
- Wikimedia Commons alberga una categoría multimedia sobre Preakness Stakes.